# Jarosław Buczyński
Jarosław Artur Buczyński – polski matematyk, doktor habilitowany nauk matematycznych. Specjalizuje się w geometrii algebraicznej. Adiunkt w Instytucie Matematyki Wydziału Matematyki, Informatyki i Mechaniki Uniwersytetu Warszawskiego oraz w Instytucie Matematycznym PAN. 

## Życiorys
Studia matematyczne ukończył z wyróżnieniem na Uniwersytecie Warszawskim w 2003 (praca magisterska pt. Podrozmaitości legendrowskie w zespolonej przestrzeni rzutowej). Stopień doktorski uzyskał w 2008 na podstawie pracy pt. Algebraiczne rozmaitości legendrowskie, przygotowanej pod kierunkiem prof. Jarosława Wiśniewskiego. Habilitował się w 2015 na podstawie oceny dorobku naukowego i rozprawy pt. Rozmaitości siecznych i rangi tensorów w geometrii algebraicznej. Członek Polskiego Towarzystwa Matematycznego. Zagraniczne staże naukowe odbył w:  Warwick Mathematics Institute w Coventry, University of Kent w Canterbury, Texas A&M University, Institut Fourier w Grenoble oraz Simons Institute na amerykańskim University of California, Berkeley. 
Swoje prace publikował w takich czasopismach jak m.in. „Linear Algebra and its Applications”, „Archiv der Mathematik”, „Advances in Geometry” oraz „Journal of the London Mathematical Society”.